# Leksands distrikt
Leksands distrikt är ett distrikt i Leksands kommun och Dalarnas län. Distriktet ligger omkring Leksand i mellersta Dalarna. 

## Tidigare administrativ tillhörighet
Distriktet inrättades 2016 och utgörs av en del av Leksands socken i Leksands kommun.
Området motsvarar den omfattning Leksands församling hade 1999/2000 och fick 1875 efter Siljansnäs församling brutits ut.

## Tätorter och småorter
I Leksands distrikt finns fem tätorter och nio småorter.

### Tätorter
- Hjortnäs och Sunnanäng
- Häradsbygden
- Leksand
- Tällberg
- Västanvik

### Småorter
- Bergsäng
- Heden och Lissheden
- Sjugare
- Sätra
- Styrsjöbo
- Torrberg
- Västra Rönnäs
- Ytterboda och Överboda
- Östra Rönnäs